# Mykola Redkin
Mykola Redkin (ukrainisch Микола Редькін; * 10. Juni 1928 in Dnipro) ist ein ehemaliger ukrainischer Hammerwerfer, der für die Sowjetunion startete.
1952 wurde er Fünfter bei den Olympischen Spielen in Helsinki und 1954 Achter bei den Leichtathletik-Europameisterschaften in Bern.
Seine persönliche Bestleistung von 61,72 m stellte er am 19. August 1956 in Moskau auf.